# 渤海1944年秋季战役
渤海1944年秋季战役，中国亦称渤海1944年秋季攻势，是中国抗日战争中中日双方发生的战役。由于八路军山东军区下属的渤海军区于8月24日发起战役。
8月24日，军区主力一部于沾化县的下洼镇、张王庄、流钟口、黄升镇歼灭伪军360余人。8月27日，渤海军区第1军分区、3军分区部队收复乐陵县城，接受伪军的一个中队反正。9月13日，渤海军区第2军分区主力一部收复临邑县城。这是中国军队较早收复的一批县城。